# ماهره الهیانی
ماهره الهیانی (زادهٔ ۲۳ اوت ۲۰۰۱) ورزشکار هنرهای رزمی در رشته جوجوتسو اهل امارات متحده عربی است که در بازی‌های آسیایی ۲۰۱۸ پس از باخت به حریف کامبوجی در بازی فینال به مدال نقره دست یافت.